# Odette Pilpoul
Pour les articles homonymes, voir Pilpoul (homonymie).
Odette Pilpoul, née Odette Larrieu le 11 mars 1906 à Bordeaux (Gironde) et morte le 10 février 2004 à Paris, est une résistante française, qui a reçu le titre de Juste parmi les nations.

## Biographie
Odette Pilpoul est nommée secrétaire générale adjointe de la mairie du 3e arrondissement de Paris en mai 1941. Elle mène graduellement de nombreuses actions de résistance et de sabotage des instructions de collaboration. Elle établit des faux papiers - cartes d'identité, certificats de naissance, cartes de ravitaillement, etc. Son action permet de sauver des centaines de personnes, juives et non juives. Elle abrite des personnes traquées dans son appartement du Champ-de-Mars, et en alerte d'autres avant des rafles imminentes. Elle aide des pilotes britanniques et américains dont les avions ont été abattus par la Luftwaffe, en leur procurant des faux papiers.

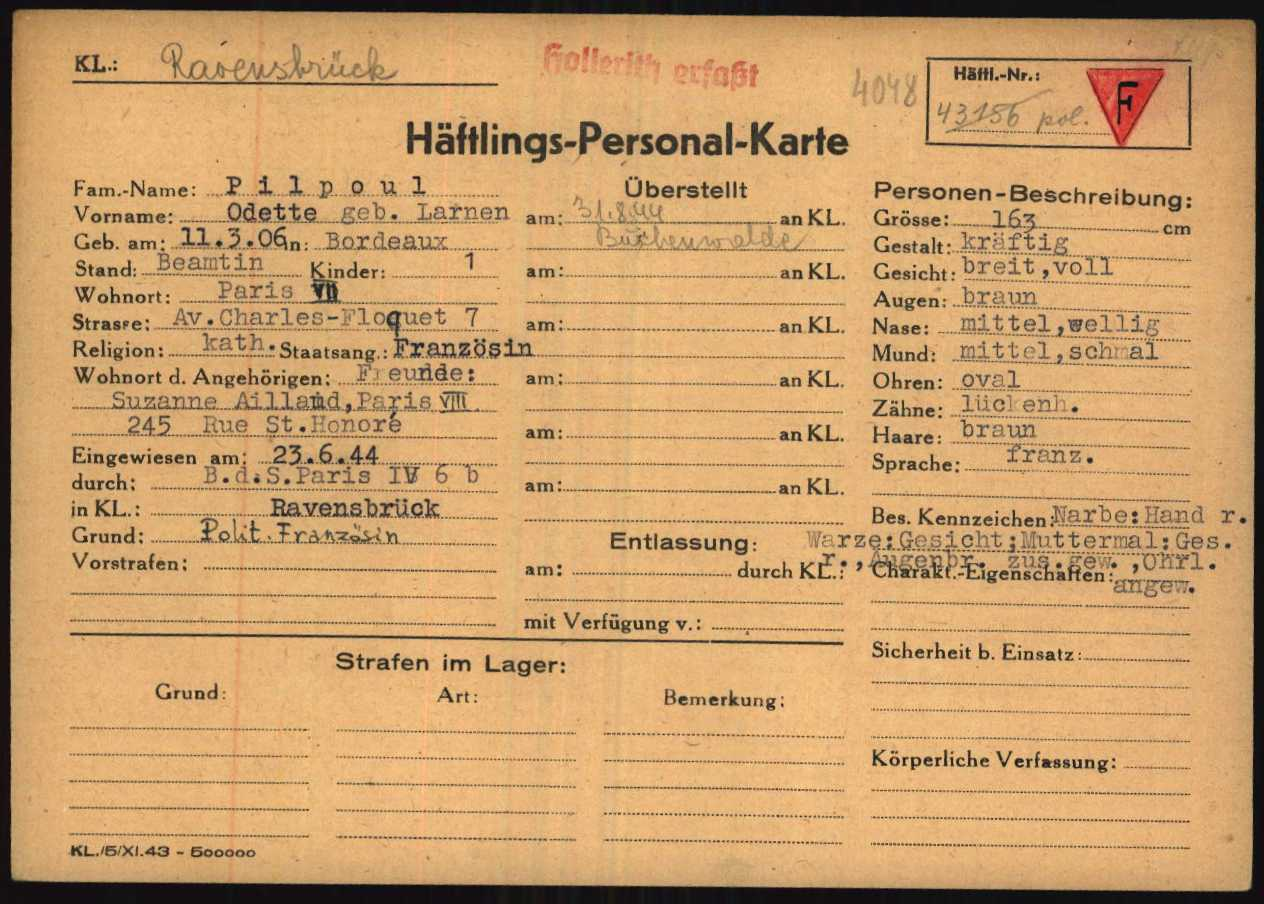
Carte d'enregistrement du camp de Ravensbrück.

Le 3 mars 1944, Odette Pilpoul est arrêtée par la Gestapo. Après avoir été détenue à Romainville et à Sarrebruck, elle est déportée à Ravensbrück, puis à Buchenwald, mais survit.
Saluée par de nombreux témoignages comme « l'âme de la Résistance » dans le 3e arrondissement de Paris, elle reçoit plusieurs décorations pour son action héroïque, dont la Croix de guerre avec palme et la Légion d'honneur.
Le 12 décembre 2002, Odette Pilpoul reçoit le titre de Juste parmi les nations. Lors de cette cérémonie, à laquelle sa santé ne lui permet plus d'assister, Marc Pierre Pilpoul, son petit-fils, lit une liste de noms des personnes qu'elle a sauvées : « Arditi, Berkovitch, Storch, Frydman, Gligsberg, Carasso, Paenson, Jacno, Calamaro, Liber… » (témoignage de Randy Epping). Odette Pilpoul meurt un mois avant ses 98 ans, en 2004.

## Hommages
Le 11 mars 2006, jour du centième anniversaire de sa naissance, le nom d'Odette Pilpoul a été donné à la salle des fêtes de la mairie du 3e arrondissement de Paris, et une plaque rappelant ses actions y a été dévoilée, en présence de son fils Jean-Marc Pilpoul et de plusieurs membres de la famille de cette grande résistante. Ainsi, le nom d'Odette Pilpoul figure désormais dans un bâtiment de la République française et au Mémorial de Yad Vashem à Jérusalem, ainsi qu'au Mur des Justes du Mémorial de la Shoah de Paris. Enfin, depuis le 30 mars 2015, une rue de Bordeaux, dans le quartier de Bacalan, porte son nom.

## Décorations
- Officier de la Légion d'honneur
- Croix de guerre 1939–1945, palme de bronze
- Médaille de la Résistance française avec rosette (décret du 23 octobre 1946)[3]